# Adam Günderoth
Adam Günderoth (* 12. September 1893 in Lampertheim; † 24. März 1964) war ein deutscher Politiker (Zentrum, CDU) und ehemaliger Abgeordneter des Hessischen Landtags.
Adam Günderoth wuchs in einer katholischen Familie auf und machte nach dem Besuch der Volksschule eine Lehre zum Schlosser. Später qualifizierte er sich zum Maschinenbauer. Von 1919 bis 1933 war Günderoth, der seit 1910 gewerkschaftlich organisiert war, in Lampertheim Erster Ortsgruppenvorsitzender des Christlichen Metallarbeiter-Verbandes. Für das Zentrum war er von 1929 bis 1933 Gemeinderatsmitglied in Lampertheim.
Mit der Machtergreifung der Nationalsozialisten wurde er 1933 vorübergehend verhaftet. Günderoth wurde vorgeworfen, bei einer Ansprache anlässlich eines Verbandsjubiläums des Turnvereins Lampertheim abfällige Äußerungen über die NS-Bewegung getätigt zu haben. Vom 30. August bis 13. September 1933 war er deshalb im Konzentrationslager Osthofen in Haft. Seit 1935 war er als Werkmeister in Mannheim tätig. 
Nach 1945 war Günderoth Mitbegründer der CDU in Lampertheim und wieder in der Gewerkschaftsbewegung tätig. 1945 bis zum 1. April 1946 arbeitete er als Betriebsratsmitglied. Vom 1. April 1946 bis zum 13. Juni 1960 war er Bürgermeister in Lampertheim.
Vom 30. August 1946 (als Nachrücker für Julius Gilmer) bis zum 30. November 1946 war er Mitglied der Verfassungberatenden Landesversammlung Groß-Hessen, vom 1. Dezember 1946 bis zum 30. November 1950 Mitglied des Hessischen Landtags.
Das Adam-Günderoth-Stadion in Lampertheim ist nach ihm benannt.